# Телевидение в Эстонии
Телевидение Эстонии появилось 19 июля 1955 года, когда Радиоуправление ЭССР запустило телеканал ETV. В первое время канал транслировал только выпуски новостей «Актуальная камера» (Aktuaalne kaamera). В 1955—1965 годах ЭТВ носило название «Таллинская студия телевидения» (эст. Tallinna Televisioonistuudio) под руководством Владимира Иванова.
В 1957 году Радиоуправление ЭССР было реорганизовано в Государственный комитет ЭССР по телевидению и радиовещанию (Гостелерадио ЭССР).
В 1970-е—1980-е годы в эфире канала появились фильмы, детские, музыкальные, спортивные и тематические передачи.
В 1972 году режиссёр Эстонского телевидения Мати Тальвик и оператор Марк Сохар пригласили Владимира Высоцкого в Таллин на съёмки телевизионной передачи. Несмотря на то, что руководство студии потребовало от режиссёра не упоминать в названии программы имя Высоцкого и вырезать исполнявшуюся там песню «Я не люблю», передача всё же вышла в эфир во второй половине 1972 года.
Телезрителям бывшего СССР хорошо известна популярная передача Эстонского телевидения «Телевизионное знакомство» (эст. Teletutvus), транслировавшаяся во времена Перестройки (с 1986 года) также по всесоюзным программам. В 1988 году автор и ведущий Урмас Отт получил за эту передачу премию Союза журналистов СССР.
В 1990 году Гостелерадио ЭССР было разделено на Эстонское радио и Эстонское телевидение. 1 октября 1993 года лишилась монополии на телевидение (до этого делила её только с Гостелерадио СССР) — был запущен первый в стране коммерческий телеканал «Канал 2». В том же году ETV вошло в Европейский вещательный союз.
1 июня 2007 года в соответствии с Законом Эстонской Республики об общественно-правовом телерадиовещании, принятым Парламентом Эстонии 18 января 2007 г., Эстонское телевидения и Эстонского радио были объединены в Эстонскую общественную телерадиовещательную корпорацию (эст. Eesti Rahvusringhääling).
8 августа 2008 года ERR запустила телеканал ETV2, 28 сентября 2015 года — телеканал ETV+.
В 2011 году телеканал ETV перешёл на формат вещания 16:9.